# Меморијални природни споменик Чабрат
Меморијални природни споменик „Чабрат“ се налази у Ђаковици, на територији истоимене општине, на Косову и Метохији, проглашен за заштићено подручје 1984. године на површини од 64 ha.

## Решење - акт о оснивању
Решење 01-бр. 011-13 - СО Ђаковица. Службени лист САПК бр. 14/84.